# Кедыч, Кристина Ивановна
Кристи́на Ива́новна Ке́дыч (укр. Христина Іванівна Кедич; 21 марта 1940, село Валява, теперь Подкарпатское воеводство, Польша — 13 февраля 2023) — украинская актриса. Народная артистка Украины (1991).

## Биография
В 1956 году окончила Львовское педагогическое училище. В 1957 — студию при Тернопольском театре им. Тараса Шевченко.
В 1957—1958 гг. — актриса Бердичевского драматического театра. С 1958 — работала в Первом украинском театре для детей и юношества (Львов).
Участвовала в радио- и телепередачах.